# Ortisei
Ortisei (ladinsky Urtijëi, německy St. Ulrich in Gröden) je město v Jižním Tyrolsku v severní Itálii, ve kterém žije přibližně 4 800 obyvatel. Nachází se v údolí Val Gardena v Dolomitech v Autonomní provincii Bolzano v Tridentsku-Horní Adiži.

## Geografie
Obec leží na pravém břehu řeky Rio Gardena, která teče z východu na západ a vlévá se do řeky Isarco poblíž Ponte Gardena. Obydlené centrum obce se rozprostírá v průměrné nadmořské výšce kolem 1236 metrů nad mořem a severní svahy obce stoupají přes obec Funes do Dolomit až na horu Rasciesa (o výšce 2282 m n. m., německy Raschötzhütte) horského masivu Gruppo delle Odle (německy Geislergruppe, Langkofel), které jsou přírodní rezervací. Na východě obec sousedí s obcí Santa Cristina Valgardena, na jihu s osadou Oltretorrente (částí obce Castelrotto) a na západní hranici s Laionem.

## Historie
První písemná zmínka o tyrolské obci jménem Ortiseit pochází z roku 1288, je to zkomolený latinský název urticetum a znamená „místo kopřiv“. Německý název Sankt Ulrich (svatý Oldřich) je doložen k roku 1366 a vztahuje se k místnímu svatému patronovi, k jehož kostelu zde po celý středověk patřily rozsáhlé pozemky.

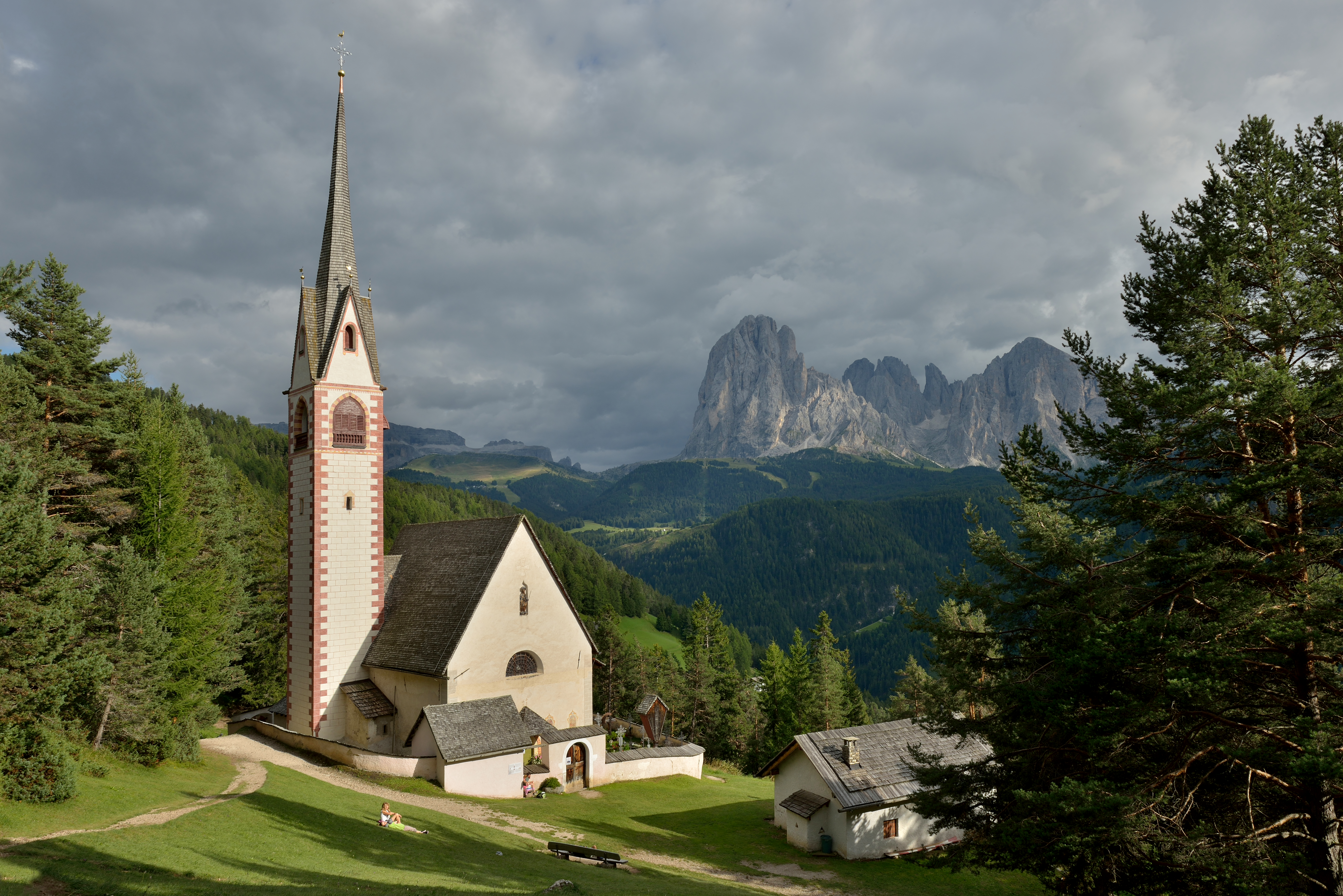
Kostel sv. Jakuba

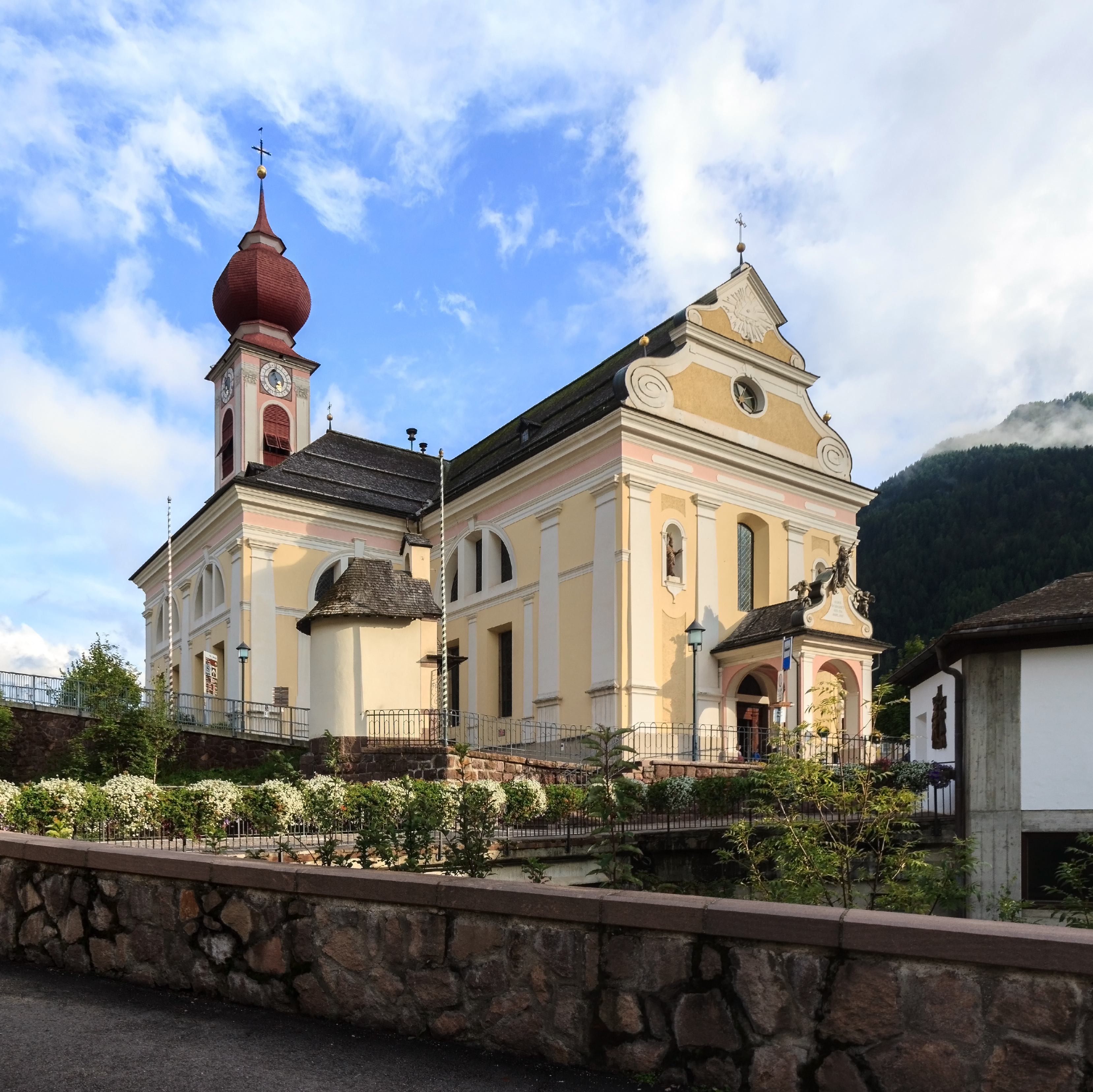
Kostel sv. Oldřicha Zjevení Páně

Řezbářská výzdoba kostela sv. Jakuba

Obec byla po staletí malou osadou, izolovanou v horách, se čtyřmi památnými kostely na poutních cestách. Obyvatelé se zabývali řezbářstvím (od 17. století celé generace, například rodin Rifesserů nebo Moroderů), výrobou dřevěných hraček a stavbou oltářů. Centrum řezbářství je zde dosud, design se studuje na střední uměleckoprůmyslové škole, založené Ferdinandem Demetzem, ale výroba je již převážně strojová.
Horolezci a turisté objevili krásy oblasti až ve druhé polovině 19. století. Lidové alpské chalupy byly v následujících desetiletích nahrazovány novostavbami vil, penzionů a hotelů. Během 20. století se Ortisei stalo střediskem zimních sportů a letní rekreace. Až do roku 1960 odtud do obce Klausen vedla vysokohorská železnice Val Gardena, kterou za první světové války postavili ruští váleční zajatci.

## Památky
- Kostel sv. Jakuba Většího (Chiesa di San Giacomo) – středověký chrám na Svatojakubské poutní cestě, cenné gotické nástěnné malby a barokní řezbářská výzdoba
- Kostel sv. Oldřicha (Chiesa di Sant´Ulrico e dell Epiphania dell Signore) - původem středověký farní kostel Klanění Tří králů, zcela přestavěný v baroku, interér z konce 19. století
- Kostel sv. Antonína Paduánského v místní části Boden, z let 1673–1676
- Hřbitovní kostel sv. Anny
- Kaple Svatého Kříže v  Raschötzu
- Secesní kaple válečných obětí první světové války, z let 1918–1920
- Villa Venezia – novorenesanční dům (1903) se sochami Johanna Baptisty Morodera-Lusenberga (1870–1932)
- Muzeum Val Gardena (Gherdëina) – sbírky geologické, archeologické, botanické, národopisné i umělecké

## Obyvatelstvo
V roce 2011 obyvatelstvo jako svůj první jazyk uvedlo ladinštinu (84,19%), němčinu (9,30%) a italštinu (6,51%).

## Politika
Starostové od roku 1952:
- Albino Dell’Antonio: 1952–1952
- Francesco Prugger: 1952–1956
- Luigi Santifaller: 1956–1960
- Rudolf Moroder: 1960–1964
- Giuseppe Runggaldier: 1964–1969
- Josef Sanoner: 1969–1985
- Luigi Comploj: 1985–1985
- Johann Moroder: 1985–1990
- Konrad Piazza: 1990–2005
- Ewald Moroder: 2005–2015
- Tobia Moroder: 2015–

## Sport
- Stadion je sídlem dvou hokejových klubů.
- Roku 1970 se v okolí obce konalo mistrovství světa v alpském lyžování.
- Každoročně v listopadu se pořádá mezinárodní tenisový turnaj mužů ATP challenger Val Gardena.[3]

## Osobnosti
- Isolde Kostnerová (* 1975), lyžařka
- Carolina Kostnerová (*1987), krasobruslařka
- Giorgio Moroder (*1940), hudební skladatel
- Luis Trenker (1892–1990), filmový producent, režisér a horolezec
- Hubert Prachensky (1916–2009) architekt, malíř a stavební podnikatel, projektant a manažer kulturního domu Luise Trenkera